# Een veld in Vlaanderen
Een veld in Vlaanderen is een hoorspel van Dick Dreux. De AVRO zond het uit op donderdag 7 november 1968. De regisseur was Dick van Putten. De uitzending duurde 56 minuten.

## Rolbezetting
- Robert Sobels (Hein Ronker, een journalist)
- Hans Karsenbarg (Ben, de fotograaf)
- Jeanne Verstraete (een waardin)
- Johan te Slaa (Geirink, de hoornblazer)
- Wiesje Bouwmeester (Käthe Kollwitz)
- Willy Ruys (een geleerde)
- Paul van der Lek, Harry Bronk & Hans Veerman (verdere medewerkenden)

## Inhoud
Dit hoorspel neemt ons mee naar de slagvelden rond Ieper, waar honderden gedenktekens staan voor de velen die daar vielen in de Eerste Wereldoorlog. Het verhaalt hoe een oude journalist en een jonge fotograaf door een tijdschrift daarheen worden gestuurd om een artikel te maken. Ze trekken 's nachts naar het Polygoonbos, op de weg naar Zonnebeke, met bij zich een kaart vol zwarte kruisjes en rode blokjes, cijfers en namen, die samen de geschiedenis vormen van wat daar is gebeurd...